# Magali Messmer

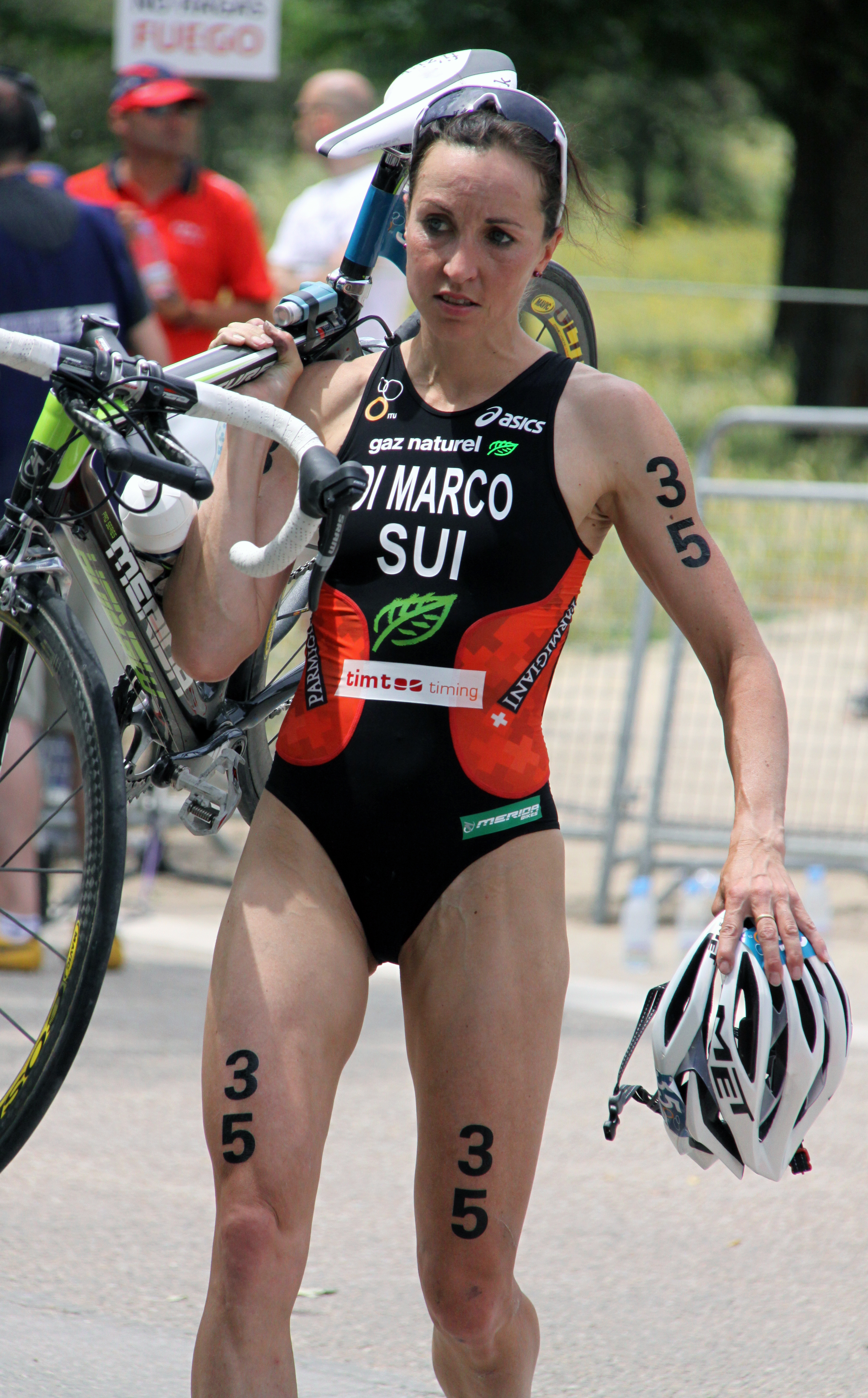
Magali Di Marco Messmer, World Championship Series, Madrid 2010.

Magali Di Marco Messmer (La Chaux-de-Fonds, 9 september 1971) is een triatlete uit Zwitserland. Ze nam tweemaal deel aan de Olympische Spelen en won hierbij één medaille
In 2000 nam Magali deel aan de Olympische Spelen van Sydney op het onderdeel triatlon. Hier behaalde ze het brons in een totaaltijd van 2:01.08,83. De wedstrijd werd gewonnen door Brigitte McMahon die meer dan een halve minuut sneller was. Ook behaalde ze dat jaar een tweede plaats op de Europees kampioenschappen olympische afstand. Op de Olympische Spelen van 2008 in Peking moest ze genoegen nemen met een dertiende plaats in 2:01.50,74

## Palmares

### triatlon
- 1995: 17e EK olympische afstand in Stockholm - 2:07.34
- 1995: 26e WK olympische afstand in Cancún - 2:10.05
- 1996: 10e EK olympische afstand in Szombathely - 2:04.00
- 1996: 11e WK olympische afstand in Cleveland - 1:54.39
- 1997: 4e EK olympische afstand in Vuokatti - 2:15.13
- 1997: 10e WK olympische afstand in Perth - 2:02.23
- 1998: 40e WK olympische afstand in Lausanne - 2:17.45
- 1999:  EK olympische afstand in Funchal - 2:01.15
- 1999: 18e WK olympische afstand in Montreal - 1:58.15
- 2000:  EK olympische afstand in Stein - 2:07.23
- 2000: 12e WK olympische afstand in Perth - 1:56.11
- 2000:  Olympische Spelen van Sydney - 2:01.08,83
- 2008: 13e Olympische Spelen van Peking - 2:01.50,74

- World Athletics: 14334515
- Virtual International Authority File: 306251415